# ホルヘ・アンドゥハル・モレノ
コケ（Coke）こと、ホルヘ・アンドゥハル・モレノ（スペイン語: Jorge Andújar Moreno、1987年4月26日 - ）は、スペイン・マドリード出身の元サッカー選手。現役時代のポジションはディフェンダー。
ラージョ・バジェカーノで選手となり、クラブをセグンダ・ディビシオンBからプリメーラ・ディビシオンにまで昇格させた選手で、同クラブで合計204試合に出場した。2011年にセビージャFCに移籍し、UEFAヨーロッパリーグを3連覇した選手である。

## クラブ経歴

### ラージョ・バジェカーノ
マドリードに生まれ、ラージョ・バジェカーノの下部組織で育った。18歳の時にセグンダ・ディビシオンBに所属していた同クラブでトップチームデビューすると、2007-08シーズンに昇格を掴み、2008-09シーズンにはセグンダ・ディビシオンで5位につけ、その中で彼もエルクレスCFから得点を奪うなど合計3得点した。その後、2010-11シーズンを2位で終えて昇格するまでの2シーズンの84試合で73試合12得点の結果を残した。

### セビージャ
2011年6月初め、4年契約でセビージャFCに移籍。8月28日のマラガCF戦、ハーフタイムにフェルナンド・ナバーロと交代で途中出場し初出場、2011-12シーズンを32試合出場で終えた。
2013年3月17日のレアル・サラゴサとのホームゲームで初得点、この試合は4-0の快勝に終わった。翌年5月14日のUEFAヨーロッパリーグ 2013-14決勝では120分フル出場し、その後のPK戦でもキッカーとしてゴールを決め、優勝に貢献した。
イヴァン・ラキティッチがFCバルセロナへ移籍すると主将となり、2014 UEFAスーパーカップでキャプテンマークを巻いた。2014-15シーズンは、新たに加入したアレイクス・ビダルがウナイ・エメリ監督によって右サイドバックに再コンバートされるとポジションを奪われた。しかし、2015年5月27日に行われたUEFAヨーロッパリーグ 2014-15決勝では途中出場という形で32分間ピッチ上に立つ事が出来た。
2015-16シーズンの最終節、アスレティック・ビルバオ戦では3人出た退場者のうちの1人目となった。2016年5月18日、UEFAヨーロッパリーグ 2015-16決勝では、ミッドフィールダーとして負傷したミカエル・クローン＝デリの代わりに出場、2得点を奪うと最優秀選手に選出された。

### シャルケ
2016年7月31日、FCシャルケ04に3年契約で移籍、移籍金は500万ユーロと報じられている。しかし翌週のボローニャFCとの親善試合で右足の十字靭帯を負傷。結果的にこの負傷が大きく影響し、ポジションを確保することはできなかった。

### レバンテ
上述の怪我の影響もあり、出場機会を求めて2017年12月16日、プリメーラ・ディビシオンのレバンテUDに移籍した。

### イビサ
2022年9月1日、UDイビサに1年契約で移籍した。

## 個人成績
2016年8月1日現在
| 2005-06 | ラージョ・バジェカーノ |          | セグンダB  | 26       | 2        | 3           | 0           | 29       | 2        |
| 2006-07 | ラージョ・バジェカーノ | 2        | セグンダB  | 34       | 2        | 5           | 0           | 39       | 2        |
| 2007-08 | ラージョ・バジェカーノ | 2        | セグンダB  | 14       | 1        | 2           | 0           | 16       | 2        |
| 2008-09 | ラージョ・バジェカーノ | 23       | セグンダ   | 33       | 3        | 3           | 1           | 36       | 4        |
| 2009-10 | ラージョ・バジェカーノ | 23       | セグンダ   | 35       | 7        | 3           | 0           | 38       | 7        |
| 2010-11 | ラージョ・バジェカーノ | 23       | セグンダ   | 38       | 5        | 1           | 1           | 39       | 6        |
| 2011-12 | セビージャ             | 23       | プリメーラ | 28       | 0        | 2           | 0           | 30       | 0        |
| 2012-13 | セビージャ             | 23       | プリメーラ | 21       | 3        | 6           | 0           | 27       | 3        |
| 2013-14 | セビージャ             | 23       | プリメーラ | 25       | 3        | 1           | 0           | 26       | 3        |
| 2014-15 | セビージャ             | 23       | プリメーラ | 22       | 2        | 3           | 0           | 24       | 2        |
| 2015-16 | セビージャ             | 23       | プリメーラ | 21       | 1        | 6           | 2           | 27       | 3        |
| ドイツ  | ドイツ                 | ドイツ   | ドイツ     | リーグ戦 | リーグ戦 | DFBポカール | DFBポカール | 期間通算 | 期間通算 |
| 2016-17 | シャルケ               | 23       | ブンデス   | 0        | 0        | 0           | 0           | 0        | 0        |
| 通算    | スペイン               | スペイン | プリメーラ | 117      | 9        | 18          | 2           | 135      | 11       |
| 通算    | スペイン               | スペイン | セグンダ   | 106      | 15       | 7           | 2           | 113      | 17       |
| 通算    | スペイン               | スペイン | セグンダB  | 74       | 5        | 10          | 0           | 84       | 5        |
| 通算    | ドイツ                 | ドイツ   | ブンデス   | 0        | 0        | 0           | 0           | 0        | 0        |
| 総通算  | 総通算                 | 総通算   | 総通算     | 297      | 29       | 35          | 4           | 333      | 33       |

| 国際大会個人成績 | 国際大会個人成績 | 国際大会個人成績 | 国際大会個人成績 | 国際大会個人成績 |
| 年度             | クラブ           | 背番号           | 出場             | 得点             |
| UEFA             | UEFA             | UEFA             | UEFA EL          | UEFA EL          |
| ---------------- | ---------------- | ---------------- | ---------------- | ---------------- |
| 2011-12          | セビージャ       | 23               | 2                | 0                |
| 2013-14          | セビージャ       | 23               | 12               | 2                |
| 2014-15          | セビージャ       | 23               | 7                | 0                |
| 2015-16          | セビージャ       | 23               | 11               | 0                |
| 計               | 計               | 計               | 32               | 2                |

その他の試合
- UEFAスーパーカップ: 2試合0得点

## タイトル

### クラブ
ラージョ・バジェカーノ
- セグンダ・ディビシオンB: 2007–08

セビージャ
- UEFAヨーロッパリーグ: 2013–14, 2014–15, 2015–16

### 個人
- UEFAヨーロッパリーグ決勝戦最優秀選手: 2016[16]